# Император Запада
Император Запада (фр. Empereur d’Occident) — условное обозначение титула правителя Франкского государства после того, как король Карл Великий был 25 декабря 800 года коронован папой Львом III в Риме императорской короной. Последний император Запада, Беренгар I, был убит в 924 году.
Императоры запада носили обычно титул «император римлян» (лат. imperator Romanorum) или «император Римской империи» (лат. imperator Romanum gubernans imperium). Преемниками императоров Запада считали себя императоры Священной Римской империи, основанной в 962 году германским королём Оттоном I Великим.

## История титула
К 800 году Карл Великий создал могущественное королевство, включавшее в себя современные Францию, Германию и Северную Италию. 25 декабря папа римский Лев III на праздничной мессе в римской базилике Святого Петра короновал Карла императорской короной. В результате было объявлено о восстановлении Западной Римской империи, что отражалось в официальном титуле, который с этого времени носил Карл: император Римской империи. Таким образом франкское королевство оказалось преобразовано в империю. Официально оно называлось Империя Запада фр. Empire d’Occident, однако в историографии это государство называют Франкская или Каролингская империя.
Императоры Византийской империи (императоры Востока, фр. Empereur d'Orient), сами считавшие себя преемниками Римской империи, вначале отказались признать императорский титул за Карлом. Только в 812 году византийский император Михаил I Рангави формально признал новый титул императора в расчёте на поддержку Запада в борьбе с Болгарией, разгромившей византийское войско в 811 году. За признание своего императорского титула Карл уступил Византии протекторат над Венецией и Далмацией. Однако признание этого титула оспаривалось Византией в XII и XIII веках.
Унаследовавший в 814 году империю Людовик I Благочестивый, сын Карла, желая закрепить наследственные права своих сыновей, обнародовал в июле 817 в Ахене Акт «О порядке в Империи» (Ordinatio imperii). В нём старший сын Людовика, Лотарь объявлялся соправителем отца с титулом соимператора и получал в управление значительную часть Франкского королевства: (Нейстрию, Австразию, Саксонию, Тюрингию, Алеманнию, Септиманию, Прованс и Италию). Другие сыновья Людовика также получили наделы: Пипин — Аквитанию, Васконию и Испанскую марку, Людовик — Баварию и Каринтию. Однако на грамотах имя Лотаря встречается рядом с отцовским только с 825 года. Коронован императорской короной Лотарь был 5 апреля 823 года папой Пасхалием I в соборе Святого Петра в Риме. Позже Лотарь не раз восставал вместе с братьями против Людовика I, несколько раз низлагая его, но в 834 году армия Лотаря была разбита. Сам Лотарь был вынужден вымаливать прощение. В результате титул соимператора был у него отнят, а под властью Лотаря фактически осталась только Италия.
После смерти Людовика Благочестивого в 840 году Лотарь попытался получить всё отцовское наследство, что, однако, вызвало противодействие его братьев Людовика Немецкого и Карла II Лысого. В 841 году Лотарь был разбит в битве при Фонтене. В 843 году между братьями был заключен Верденский договор, в результате которого империя оказалась разделена на три части. Лотарь сохранил за собой Италию, а также так называемое Срединное королевство, включавшее в себя будущую Лотарингию, Бургундию и Прованс. Лотарь сохранил за собой также императорский титул. После смерти Лотаря в 855 году его владения также были разделены между сыновьями. Императорский титул, который с этого момента фактически оказался привязан к титулу короля Италии, достался старшему сыну Лотаря, Людовику II, коронованному императорской короной ещё при жизни отца.
Людовику II удалось расширить свои владения за счет подчинения Южной Италии, а также Прованса, унаследованного после смерти младшего брата, а также части Лотарингского королевства. Однако в конце его правления герцогства в Южной Италии при поддержке Византии фактически вышли из его подчинения.
После смерти Людовика II в 875 году итальянская императорская ветвь Каролингов угасла. Италия вместе с императорской короной досталась Карлу II Лысому, королю Западно-Франкского королевства. В 877 году Карл умер. Итальянским королевством удалось завладеть Карлу III Толстому, племяннику Карла II. В 881 году Карл III короновался императорской короной, а к 884 году ему удалось на время восстановить единую Каролингскую империю, но объединение оказалось недолговечным. Уже в конце 887 года Карл был смещён, а империя окончательно распалась на несколько королевств.
С этого времени императорский трон фактически утратил свой статус, но борьба за него все-таки продолжалась. Вначале королём Италии короновался маркграф Фриуля Беренгар I, связанный родством с Каролингами (его мать была дочерью императора Людовика Благочестивого). Однако вскоре Беренгар оказался вытеснен во Фриуль герцогом Сполето Гвидо III, также короновавшимся как король Италии. Итальянское королевство на какое-то время фактически оказалось разделено на-двое. В 891 году Гвидо был коронован императором. Более того, в 892 году ему удалось добиться коронования своего сына Ламберта.
После смерти Гвидо в 894 году Беренгар Фриульский возобновил борьбу за королевство, но в 895 в Италию вторгся король Восточно-Франкского королевства Арнульф Каринтийский, племянник Карла III, что привело к заключению перемирия между Беренгаром и Ламбертом Сполетским. Арнульфу удалось взять штурмом Рим, где он в феврале 896 короновался императорской короной. Развить успех ему помешала болезнь, в результате которой Арнульф был вынужден вернуться в Германию, где и умер через три года. К концу 896 года Ламберту и Беренгару удалось выбить германцев из Италии. Ламберт и Беренгар официально поделили королевство на две части.
После смерти Ламберта в 898 Беренгар остался единственным королём Италии, однако вскоре он был смещён королём Нижней Бургундии Людовиком III Слепым, мать которого была дочерью императора Людовика II. Людовик III Слепой был призван недовольной Беренгаром итальянской знатью. Осенью 900 года Людовик был коронован как король Италии, а 22 февраля 901 года папа Бенедикт IV увенчал его в Риме императорской короной. Но Беренгар не сложил оружия. 21 июля 905 года ему удалось взять Людовика III в плен в Вероне. Людовика ослепили и выслали в Прованс, где он и оставался до конца жизни.
Только в 916 году Беренгар стал императором. Его короновал папа Иоанн X. Спустя несколько лет снова образовалась партия, недовольная императором, призвавшая в 919 на помощь короля Рудольфа II Бургундского. Потерпев от последнего 17 июля 923 года решительное поражение, Беренгар призвал на помощь венгров, чем окончательно оттолкнул от себя своих сторонников, и был изменнически убит 7 апреля 924 года.
После убийства Беренгара императорский титул исчез, а власть над Италией в течение нескольких десятилетий оспаривали представители ряда аристократических родов Северной Италии и Бургундии. Папский престол в Риме оказался под полным контролем местного патрициата. Только в 962 году король Германии Оттон I Великий, одержав победу над итальянской знатью, был помазан на царство и коронован имперской короной. Эта дата считается датой образования Священной Римской империи. Хотя сам Оттон Великий, очевидно, не намеревался основывать новую империю и рассматривал себя исключительно как преемника Карла Великого, фактически переход императорской короны к германским королям означал окончательное обособление Германии (Восточно-Франкского королевства) от Западно-Франкского (Франции) и формирование нового государственного образования на основе немецких и североитальянских территорий, претендовавшего на роль наследника Римской империи и покровителя христианской церкви.

## Список императоров Запада
| Император               | Портрет | Начало правления | Конец правления | Примечание                                                           |
| ----------------------- | ------- | ---------------- | --------------- | -------------------------------------------------------------------- |
| Каролинги               |         |                  |                 |                                                                      |
| Карл I Великий          |         | 800              | 814             | Король франков (с 768)                                               |
| Людовик I Благочестивый |         | 814              | 840             | Король франков                                                       |
| Лотарь I                |         | 843              | 855             | Король Италии (с 818) и Лотарингии (с 843)                           |
| Людовик II              |         | 855              | 875             | Король Италии (с 844)                                                |
| Карл II Лысый           |         | 875              | 877             | Король Западнофранкского королевства (с 843), король Италии          |
| Карл III Толстый        |         | 881              | 887             | Король Восточнофранкского королевства (с 882), король Италии (с 879) |
| Гвидониды               |         |                  |                 |                                                                      |
| Ги Сполетский           |         | 891              | 894             | Король Италии                                                        |
| Ламберт                 |         | 894              | 898             | Король Италии (с 892)                                                |
| Каролинги               |         |                  |                 |                                                                      |
| Арнульф Каринтийский    |         | 896              | 899             | Король Восточнофранкского королевства (с 887), король Италии         |
| Бозониды                |         |                  |                 |                                                                      |
| Людовик III Слепой      |         | 901              | 905             | Король Нижней Бургундии (890—928), король Италии (с 900)             |
| Фриульская династия     |         |                  |                 |                                                                      |
| Беренгар I              |         | 915              | 924             | Король Италии (c 905)                                                |